# Mannschaftskader der Top 12 2018 (Frauen)
Die Liste der Mannschaftskader der Top 12 (Frauen) 2018 enthält alle Spielerinnen, die in der französischen Top 12 der Frauen 2018 im Schach mindestens eine Partie gespielt haben mit ihren Einzelergebnissen.

## Allgemeines
Insgesamt wurden 43 Spielerinnen eingesetzt, von denen 30 keinen Wettkampf verpassten. Fünf Vereine setzten immer die gleichen vier Spielerinnen ein, während bei Monaco sieben Spielerinnen mindestens eine Partie spielten. Am erfolgreichsten war Pauline Guichard (Clichy) mit 5,5 Punkten aus 6 Partien. Elisabeth Pähtz (Mulhouse) erreichte 4,5 Punkte aus 6 Partien, je 4 Punkte erzielten Deimantė Cornette, Pia Cramling und Tatiana Dornbusch (alle Monaco), wobei Cramling 4 Partien spielte, Cornette und Dornbusch je 6. Cramling war damit gleichzeitig am erfolgreichsten unter den Spielerinnen, die nur die Vorrunde spielten. Neben Pia Cramling erreichten mit ihren Teamkolleginnen Monika Soćko und Julia Lebel-Arias zwei weitere Spielerinnen 100 %, diese spielten je zwei Partien.

## Legende
Die nachstehenden Tabellen enthalten folgende Informationen:
- Nr.: Ranglistennummer
- Titel: FIDE-Titel zu Saisonbeginn (Eloliste vom Mai 2018); GM = Großmeister, IM = Internationaler Meister, FM = FIDE-Meister, WGM = Großmeister der Frauen, WIM = Internationaler Meister der Frauen, WFM = FIDE-Meister der Frauen, CM = Candidate Master, WCM = Candidate Master der Frauen
- Elo: Elo-Zahl zu Saisonbeginn (Eloliste vom Mai 2018); bei Spielerinnen ohne Elo-Zahl ist die nationale Wertung eingeklammert angegeben
- Nation: Nationalität gemäß Eloliste vom Mai 2018; ESP = Spanien, FID = FIDE, FRA = Frankreich, GEO = Georgien, GER = Deutschland, HUN = Ungarn, LTU = Litauen, LUX = Luxemburg, MDA = Republik Moldau, MNC = Monaco, POL = Polen, ROU = Rumänien, RUS = Russland, SWE = Schweden
- G: Anzahl Gewinnpartien
- R: Anzahl Remispartien
- V: Anzahl Verlustpartien
- Pkt.: Anzahl der erreichten Punkte
- Partien: Anzahl der gespielten Partien

## Club de Clichy-Echecs-92
| Nr. | Titel | Name                  | Elo  | Nation | G | R | V | Pkt. | Partien |
| --- | ----- | --------------------- | ---- | ------ | - | - | - | ---- | ------- |
| 1   | GM    | Alexandra Kostenjuk   | 2555 | RUS    | 1 | 1 | 0 | 1,5  | 2       |
| 2   | WGM   | Pauline Guichard      | 2303 | FRA    | 5 | 1 | 0 | 5,5  | 6       |
| 3   | IM    | Alina l’Ami           | 2297 | ROU    | 2 | 0 | 2 | 2    | 4       |
| 4   | WGM   | Adina-Maria Hamdouchi | 2218 | FRA    | 2 | 2 | 0 | 3    | 4       |
| 5   | WFM   | Anaëlle Afraoui       | 2064 | FRA    | 3 | 1 | 1 | 3,5  | 5       |
| 6   |       | Isabelle Bonvalot     | 1894 | FRA    | 2 | 0 | 1 | 2    | 3       |

## Club de Mulhouse Philidor
| Nr. | Titel | Name              | Elo  | Nation | G | R | V | Pkt. | Partien |
| --- | ----- | ----------------- | ---- | ------ | - | - | - | ---- | ------- |
| 1   | IM    | Elisabeth Pähtz   | 2475 | GER    | 4 | 1 | 1 | 4,5  | 6       |
| 2   | WIM   | Cécile Haussernot | 2189 | FRA    | 2 | 2 | 1 | 3    | 5       |
| 3   | WFM   | Mathilde Choisy   | 2158 | FRA    | 2 | 0 | 3 | 2    | 5       |
| 4   | WFM   | Salomé Neuhauser  | 2125 | FRA    | 2 | 0 | 2 | 2    | 4       |
| 5   | WFM   | Emma Richard      | 2122 | FRA    | 3 | 0 | 1 | 3    | 4       |

## C.E.M.C. Monaco
| Nr. | Titel | Name                  | Elo  | Nation | G | R | V | Pkt. | Partien |
| --- | ----- | --------------------- | ---- | ------ | - | - | - | ---- | ------- |
| 1   | IM    | Deimantė Cornette     | 2461 | LTU    | 3 | 2 | 1 | 4    | 6       |
| 2   | GM    | Monika Soćko          | 2458 | POL    | 2 | 0 | 0 | 2    | 2       |
| 3   | GM    | Pia Cramling          | 2448 | SWE    | 4 | 0 | 0 | 4    | 4       |
| 4   | WGM   | Tatiana Dornbusch     | 2290 | MNC    | 2 | 4 | 0 | 4    | 6       |
| 5   | WFM   | Noëla-Joyce Lomandong | 2052 | MNC    | 1 | 0 | 1 | 1    | 2       |
| 6   | WCM   | Svetlana Berezovska   | 1812 | MNC    | 1 | 0 | 1 | 1    | 2       |
| 7   | WIM   | Julia Lebel-Arias     | 1729 | MNC    | 2 | 0 | 0 | 2    | 2       |

## Club de Vandœuvre-Echecs
| Nr. | Titel | Name                | Elo  | Nation | G | R | V | Pkt. | Partien |
| --- | ----- | ------------------- | ---- | ------ | - | - | - | ---- | ------- |
| 1   | IM    | Anastassija Sawina  | 2349 | RUS    | 1 | 3 | 2 | 2,5  | 6       |
| 2   | WIM   | Fiona Steil-Antoni  | 2200 | LUX    | 0 | 0 | 3 | 0    | 3       |
| 3   | WGM   | Elena Pîrțac        | 2091 | MDA    | 1 | 4 | 1 | 3    | 6       |
| 4   |       | Malika Sidibe       | 1830 | FRA    | 0 | 0 | 3 | 0    | 3       |
| 5   |       | Bérénice De Talance | 1660 | FRA    | 3 | 0 | 3 | 3    | 6       |

## Club de Bischwiller
| Nr. | Titel | Name                   | Elo  | Nation | G | R | V | Pkt. | Partien |
| --- | ----- | ---------------------- | ---- | ------ | - | - | - | ---- | ------- |
| 1   | IM    | Lela Dschawachischwili | 2471 | GEO    | 2 | 2 | 0 | 3    | 4       |
| 2   | WGM   | Nino Maisuradze        | 2172 | FRA    | 3 | 1 | 0 | 3,5  | 4       |
| 3   | WFM   | Julie Fischer          | 1983 | FRA    | 2 | 0 | 2 | 2    | 4       |
| 4   |       | Meriem Bellahcene      | 1895 | FRA    | 2 | 0 | 2 | 2    | 4       |

## Club de Montpellier Echecs
| Nr. | Titel | Name            | Elo  | Nation | G | R | V | Pkt. | Partien |
| --- | ----- | --------------- | ---- | ------ | - | - | - | ---- | ------- |
| 1   | IM    | Ana Matnadse    | 2388 | ESP    | 1 | 1 | 2 | 1,5  | 4       |
| 2   | WGM   | Anda Šafranska  | 2200 | FRA    | 2 | 1 | 1 | 2,5  | 4       |
| 3   | WIM   | Christine Flear | 2090 | FRA    | 2 | 1 | 1 | 2,5  | 4       |
| 4   |       | Marie Dubois    | 1953 | FRA    | 2 | 1 | 1 | 2,5  | 4       |

## Echiquier Nîmois
| Nr. | Titel | Name             | Elo  | Nation | G | R | V | Pkt. | Partien |
| --- | ----- | ---------------- | ---- | ------ | - | - | - | ---- | ------- |
| 1   | IM    | Silvia Collas    | 2269 | FRA    | 2 | 0 | 2 | 2    | 4       |
| 2   | FM    | Nurgjul Salimowa | 2260 | FID    | 1 | 1 | 2 | 1,5  | 4       |
| 3   |       | Jihane Khelif    | 1698 | FRA    | 1 | 1 | 2 | 1,5  | 4       |
| 4   |       | Laure Marchand   | 1344 | FRA    | 0 | 2 | 2 | 1    | 4       |

## La tour de Juvisy
| Nr. | Titel | Name           | Elo  | Nation | G | R | V | Pkt. | Partien |
| --- | ----- | -------------- | ---- | ------ | - | - | - | ---- | ------- |
| 1   | WIM   | Ljubka Genowa  | 2202 | FID    | 1 | 1 | 2 | 1,5  | 4       |
| 2   |       | Emilie Fortuit | 1950 | FRA    | 2 | 1 | 1 | 2,5  | 4       |
| 3   |       | Léa Bismuth    | 1937 | FRA    | 2 | 0 | 2 | 2    | 4       |
| 4   |       | Jade Botant    | 1718 | FRA    | 1 | 0 | 3 | 1    | 4       |

## Cercle d’Echecs de Strasbourg
| Nr. | Titel | Name           | Elo  | Nation | G | R | V | Pkt. | Partien |
| --- | ----- | -------------- | ---- | ------ | - | - | - | ---- | ------- |
| 1   | WIM   | Klára Varga    | 2195 | HUN    | 1 | 2 | 1 | 2    | 4       |
| 2   | WIM   | Malina Nicoara | 2090 | FRA    | 0 | 0 | 4 | 0    | 4       |
| 3   |       | Zeyneb Abbassi | 1766 | FRA    | 2 | 1 | 1 | 2,5  | 4       |
| 4   |       | Salomé Tsulaia | 1430 | FRA    | 0 | 1 | 3 | 0,5  | 4       |

## Évry Grand Roque
| Nr. | Titel | Name              | Elo    | Nation | G | R | V | Pkt. | Partien |
| --- | ----- | ----------------- | ------ | ------ | - | - | - | ---- | ------- |
| 1   |       | Claire Legrand    | 1737   | FRA    | 0 | 0 | 4 | 0    | 4       |
| 2   |       | Françoise Legrand | 1520   | FRA    | 0 | 0 | 4 | 0    | 4       |
| 3   |       | Virginie Aubry    | (1399) | FRA    | 0 | 0 | 4 | 0    | 4       |
| 4   |       | Micheline Rossi   | (1399) | FRA    | 0 | 0 | 1 | 0    | 1       |
| 5   |       | Julie Moalla      | (1099) | FRA    | 0 | 0 | 1 | 0    | 1       |